# GKN Aerospace Sweden
GKN Aerospace Sweden AB är moderbolag för företagsgruppen GKN Aerospace Engine Systems inom GKN Aerospace.

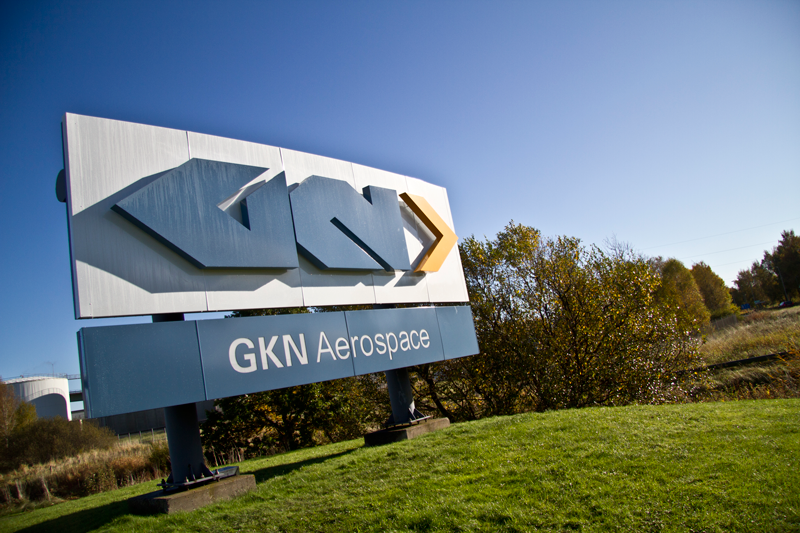
GKN Aerospace Sweden entréskylt utanför fabriken i Trollhättan

Företaget bildades 1 oktober 2012 då Volvo Aero uppgick i företagskoncernen GKN. Sedan 2018 ägs företaget av Melrose Industries

## Verksamheten
GKN Aerospace Engine Systems samarbetar med de stora flygmotortillverkarna Rolls-Royce, Pratt & Whitney, Snecma och General Electric om stora civila flygmotorer. GKN Aerospace har idag motorkomponenter i över 90 procent av alla nya större flygplan världen över. De senaste åren har företaget medverkat i motorerna GEnx som sitter på Boeing 787 ”Dreamliner” och Boeing 747–8. GKN Aerospace har även fått en viktig roll i de nya motorprogrammen Rolls-Royce Trent XWB för Airbus A350 XWB och Pratt & Whitney's PW1000G för bland andra Airbus A220 och Mitsubishis plan MRJ. Företaget är också engagerat i bägge motoralternativen till Airbus A380. Tillverkningen av motorkomponenter sker i Trollhättan  samt i Norge, Kongsberg, Newington, Connecticut, Cromwell, Connecticut, El Cajon, Kalifornien, Manchester, Connecticut, Muncie, India, North Charlestown, New Hampshire samt i Mexicali i Mexiko.
Företaget tillverkar även delar till de raketmotorer som används på ESA:s Ariane 5-raket och är partner, konstruktör och tillverkare av raketmunstycken och delsystem för raketmotorer för kommersiella rymdprogram och är även Europeiska rymdorganisationens Center of Excellence för raketmotorns munstycken och turbiner. Nästa generation bärraketer är Ariane 6 som beräknas lanseras 2020. Företaget är Center of Excellence inom turbiner och metalliska munstycken – två kritiska delsystem på huvudraketmotorn Vulcain.

## Organisation
GKN Aerospace Sweden AB har verksamhet i Trollhättan. Totalt har företaget (år 2020) cirka 1 700 anställda.
I slutet av 2020 gjordes ett omfattande varsel i skuggan av Covid-19 pandemin där runt 350 personer fick lämna företaget.

## Civila flygmotorprogram
GKN Aerospace är delägare i många civila flygmotorprogram, exempelvis Trent 900 och GP7000 som är två alternativa motorer för Airbus A380. Företaget är ett av flera företag som delar risker och intäkter. När det gäller Trent 900 ansvarar GKN för konstruktionen, utvecklingen och tillverkningen av kompressorns mellanhus. GKN är även delägare i den motor Rolls-Royce monterar i Airbus A350 XWB. Pratt & Whitney har gett uppdraget att utveckla en bakre turbinstruktur i lättviktsmaterial för företagets GP7000-motorer. GP7000 bygger på flygmotorerna GE 90 och PW4000.
GKN Aerospace har även ett omfattande deltagande i motorprogrammet PW1100G där de svarar för utveckling och tillverkning av två komponenter i motorn: TEC (Turbine Exhaust Case) och IMC (Intermediate Case). PW1100G-motorn kommer att installeras i en uppgraderad version av Airbus A320 - Airbus 320neo. För GKN Aerospace väntas avtalet generera försäljning på cirka 40 miljarder kronor under cirka 50 år. Försäljningen väntas ta fart under andra halvan av det här decenniet.

## Militära flygmotorer
Stridsflygplanet JAS 39 Gripen är i operativ tjänst sedan 1997. GKN Aerospace svarar för produktstöd för motorn även om den sista RM12-motorn levererades till det svenska flygvapnet i mars 2010. RM12 är baserad på General Electric F404 och anpassad till Gripen.

## Gasturbiner
GKN Aerospace är även, i och med ett samarbete med General Electric (GE Energy), verksamt inom gasturbiner som komponentpartner. Det finns två olika sorters gasturbiner för generering av elektricitet: industriella gasturbiner och aeroderivat. De industriella turbinerna är tunga, bastanta enheter. Aeroderivat började, som namnet antyder, som flygplansmotorer och är lättare. GE är det enda företag som tillverkar båda typerna.

## GKN Aerospace och forskning
GKN är en av flera medverkande i Vinnovas program G5Demo. Målet är att skapa en stark svensk roll i framtida motorutvecklingsprogram genom att demonstrera minst en motorkomponent med var och en av de största motorsystem-integratörerna: Rolls-Royce, Snecma och MTU i Europa, samt Pratt & Whitney och General Electric i USA. Programmen omfattar samverkan mellan flera aktörer i Sverige. I fallet G5-Demo deltar även ACAB, Swerea SICOMP, Högskolan Väst, Chalmers, Innovatum – Produktionstekniskt Centrum (PTC), Permanova Lasersystem AB, Midroc Automation, Tooltec AB samt LB:s Mekaniska AB.
GKN Aerospace är även aktiva inom flera olika ramprogram, bland andra Clean Sky.